# Kirsuberjagarðurinn
Kirsuberjagarðurinn är den isländska musikgruppen Skárren Ekkerts (idag Ske) debutalbum. Albumet släpptes år 1994 på skivbolaget Frú Emilía leikhús.

## Låtlista
1. Lestin Er Að Koma
2. Þessi Garður Er Nefndur Í Alfræðibókinni
3. Að Hverju Ertu Að Leita?
4. Þetta Er Gítar, Ekki Mandólín
5. La Postella
6. Bassaleikarinn Sagði Ég Væri Eins Og Blóm
7. Tómleikablær Yfir Öllu
8. Ó Elsku, Góði, Yndislegi Garðuinn Minn
9. Lestin Er Að Fara